# Sendeanlagenabgabe
Die Sendeanlagenabgabe (ugs. Handymastensteuer) war eine geplante Steuer des Landes Niederösterreich, mit der jeder Mobilfunksender besteuert werden sollte. Sie hätte ab 2006 im gesamten Bundesland gelten sollen, jedoch wurde sie nach einer Einigung mit den Mobilfunkbetreibern zurückgezogen.
Beschlossen wurde sie im Frühjahr 2005 gemeinsam von der ÖVP unter Erwin Pröll und der SPÖ Niederösterreichs. Nach diesem Gesetz sollte pro Sendeanlage ein Betrag zwischen 7.000 und 21.000 EUR jährlich fällig sein. Ausgenommen waren Sendeanlagen, die auf öffentlichem Gut stehen oder weniger als 4 Watt Sendeleistung haben, wobei jedoch nicht näher definiert wurde, was unter dieser im Gesetzestext angeführten Sendeleistung zu verstehen war.
Die Steuer sollte eine Eindämmung der Anzahl von Sendemasten bewirken. Zum Zeitpunkt errichtete jeder Mobilfunkbetreiber bevorzugt eigene Standorte, wogegen weder die Landesregierung noch die einzelnen Gemeinden Einspruchsmöglichkeiten haben. Durch die Steuer sollte wirtschaftlicher Druck auf die Netzbetreiber ausgeübt werden, eine größere Anzahl von Sendeanlagen gemeinsam zu betreiben (Site-Sharing). Die Netzbetreiber hielten technische Gründe dagegen: Da die Funknetze in den Jahren zuvor unabhängig voneinander errichtet wurden und gewachsen sind, und die Sender damit örtlich unterschiedliche Zielgebiete zu versorgen haben, sind die Senderstandorte nicht an jedem Ort für Sharing geeignet. Wo es funktechnisch sinnvoll erscheint, werden schon seit längerem gemeinsame Standorte errichtet.
Der Vizekanzler Hubert Gorbach kündigte vorerst an, dass das BZÖ auf Bundesebene einen Einspruch erheben würde. Nachdem die Bundesregierung nicht einheitlicher Meinung war, verstrich die Einspruchsfrist jedoch ohne dass ein Veto eingelegt wurde. Auch die Bundesländer Salzburg, Burgenland und Vorarlberg überlegten nun, eine Steuer in dieser Form einzuheben. Von Seiten der EU waren bereits Vorbehalte angemeldet worden.
Kritiker waren der Meinung, dass diese Steuer nichts an der Situation ändern werde. Man rechnete damit, dass nur die Tarife angehoben werden und dies einen Wettbewerbsnachteil für Niederösterreich schaffen würde. Außerdem diene die Steuer in erster Linie nicht tatsächlich einer Regulierung, sondern zur Geldbeschaffung für das Landesbudget. (Nach vorläufigen Berechnungen hätte sie etwa 45 Millionen Euro in die Landeskassa gespült.) Weiters verwiesen die Mobilfunk-Netzbetreiber auf den Umstand, dass nach einer Liberalisierung der Telekommunikationsdienstleistungen der technische Unterschied zwischen einzelnen Netzbetreibern vor allem durch den unterschiedlichen Aufbau der Netze begründet ist und eine Öffnung aller Senderstandorte für neue Betreiber – darunter auch das Land Niederösterreich – zu einem Investitionsstopp und in weiterer Folge Verlust des Wettbewerbs führt.
Da auf der anderen Seite viele Menschen selbst kritisch gegen die zahlreichen Antennen eingestellt sind – eine solche Einstellung liegt in zahlreichen politisch motivierten Presseberichten der Jahre 1995 bis 2005 begründet und in latenten Ängsten vor neuen Technologien, welche durch die mediale Berichterstattung wesentlich verstärkt werden und auch durch anderslautende wissenschaftliche Artikel nicht abgeschwächt werden können –, befürwortete ein Teil der Bevölkerung diese Maßnahme. Allerdings kündigte die Mobilkom Austria an, dass sich die Gesprächsgebühren in Niederösterreich bis zu 15 Prozent verteuern könnten. Technisch wäre das mittels einer Art Inlands-Roaming auf niederösterreichischem Gebiet umgesetzt worden. Das rief wiederum auch die Öffentlichkeit auf der anderen Seite auf den Plan: Eine Bürgerinitiative der Mobilfunkkunden sammelte nun sogar Unterschriften gegen die Sendeanlagenabgabe.
Rückenwind bekam die niederösterreichische Landesregierung im August 2005, nachdem der deutsche Techniker Johannes Kamp, der auch in Deutschland Gemeinden über Standorte von Sendemasten berät, meinte, dass die Mastenanzahl in Niederösterreich halbiert werden könnte. Dazu müssten aber die Masten erhöht werden, um die Reichweite entsprechend zu verbessern. Im Gegenzug könnte die Strahlungsintensität für die Bevölkerung reduziert werden, da die Antennen höher über dem Boden und damit weiter entfernt von den Menschen wären. Eine solche einfache Erklärung stand jedoch in wesentlichem Widerspruch zu den wissenschaftlichen Grundlagen, welche das Funktionieren von Mobiltelefonen erst möglich machen.
Mit Spannung wurde ein Urteil vom Europäischen Gerichtshof über eine ähnliche Abgabe, die schon früher von zwei belgischen Gemeinden eingehoben wurde, erwartet. Mitte September 2005 hatte der Gerichtshof festgestellt, dass die Abgabe nicht dem EU-Prinzip der Dienstleistungsfreiheit widerspricht. Die Frage nach einer möglichen Wettbewerbsverzerrung wurde wieder an die belgischen Gerichte zurückverwiesen. Das Land Niederösterreich wertete dieses Urteil als Bestätigung, dass ihre Abgabe auch vor einem EU-Gericht standhalten würde. Nicht so sah es die EU-Kommissarin Viviane Reding, die das Gesetz auch prüfen lassen wollte. Weil mit dem Urteil des Europäischen Gerichtshofes eben nur jene Fragestellung betreffend Dienstleistungsfreiheit nicht jedoch hinsichtlich anderer Widersprüche zur europäischen Rechtslage geklärt wurde, erwogen die Netzbetreiber selbst eine Klärung vor dem Europäischen Gerichtshof.
Trotz eingebrachter Gerichtsverfahren verschiedener Betreiber und Querschüssen aus den verschiedenen politischen Lagern, vor allem der Grünen und der FPÖ-Mitglieder innerhalb Niederösterreichs und dem Vizekanzler Gorbach, wurde zwischen den Betreibern und der niederösterreichischen Landesregierung weiterverhandelt.

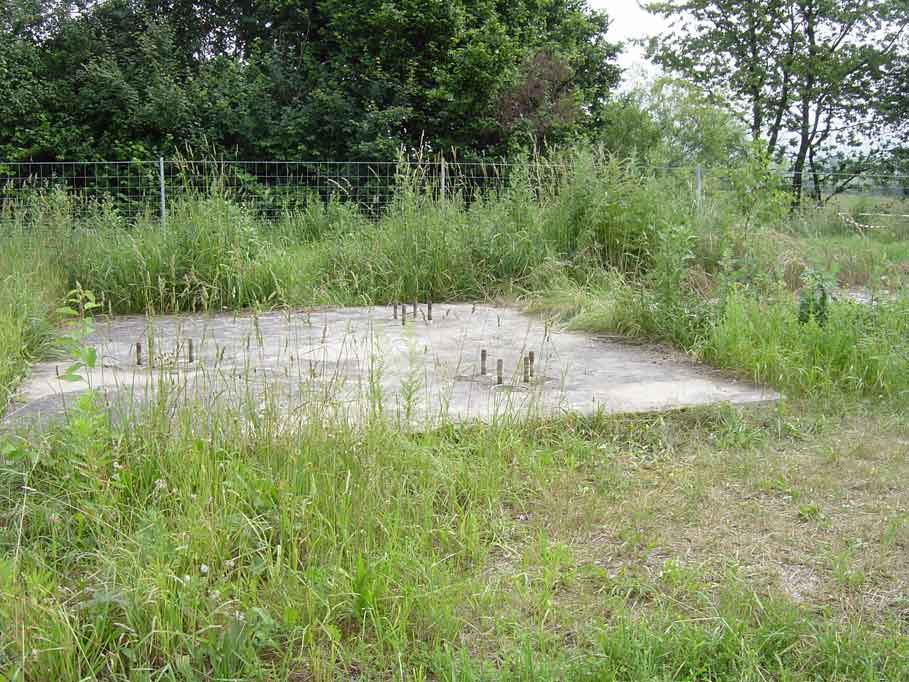
Ehemaliger Standort des mobilkom Mobilfunksendemast (Oed)

Ende Oktober erzielte Landeshauptmann Erwin Pröll mit den Mobilfunkbetreibern eine Einigung, nach der die Abgabe nicht wirksam wird. Dabei wurde vertraglich festgeschrieben, dass die Betreiber von den bestehenden Masten die derzeit einzeln betriebenen Masten von zwei Dritteln auf ein Drittel reduzieren, also entweder abmontieren oder gemeinsam nutzen werden und bei den kommenden Mobilfunksendeanlagen 80 % gemeinsam genutzt würden. Effizienzgewinne würden den Kunden zugutekommen. (Dies unterstellte natürlich eine ineffiziente Netzplanung der Mobilfunkbetreiber. Diese wurden jedoch durch die Vergaberichtlinien für Mobilfunk-Frequenzen von der Republik Österreich zu einer Versorgung auch jener Gebiete verpflichtet, für welche eine Errichtung einer Mobilfunk-Sendeanlage nicht wirtschaftlich ist, zur gleichen Zeit bemühte sich das Land Niederösterreich um die Errichtung einer eigenen Telekommunikations-Infrastruktur durch Funk-LANs.) Es wurden auch sämtliche Klagen zurückgezogen.
Mitte Dezember wurde das Gesetz im niederösterreichischen Landtag auf Grund eines Antrages der ÖVP und der SPÖ zurückgezogen. Die Grünen stimmten der Handymasten-Abgabe nicht zu, weil eine vermutete gesundheitliche Gefährdung der Bevölkerung durch Mobilfunk nicht im Gesetzestext verankert war, die FPÖ stimmte diesem Gesetz nicht zu, weil sie eine Anhebung der Telefoniekosten befürchtete.
Die Einigung, die das Land mit den Mobilfunkbetreibern erreichte, wurde in der Folge im Jänner 2006 auf denselben Grundlagen zwischen dem Bundesland Burgenland und den Sendemastenbetreibern abgeschlossen.
Am 21. Juni 2006 wurde in Oed-Oehling eine Mobilkom Austria- und in Lanzenkirchen eine ONE-Sendeanlage abmontiert. Somit wurde der Mobilfunkpakt zum ersten Mal tatsächlich umgesetzt. Der Mast aus Lanzenkirchen wird seither im niederösterreichischen Landesmuseum ausgestellt.

## Situation im Jahr 2011
Seit dem Jahr 2005 wurden insgesamt 43 Masten abgebaut. 355 Masten bestehen, die nur von einem Netzbetreiber benutzt werden. In Niederösterreich werden etwa 64 % der Masten von mehr als einem Betreiber genutzt, während es gesamtösterreichisch nur 48 % sind.